# 通用信息模型
CIM (Common Information Model, 通用信息模型)是一个开放式标准， 它定义了IT环境中的受控元素如何被表示为一组通用的对象以及这些对象之间的关系。其目的是在不同的生产商和提供商之间为受控元素的管理提供一种一致的方法。
分布式任务管理组是CIM标准的制定者和发布者。与之相关的一种标准叫做WBEM，它是CIM的一种特定的实现，包括一组用来发现和访问该实现的一组协议。

## CIM架构和规范
CIM规范定义CIM的体系结构和概念，包括用于定义CIM 架构的语言，以及一种用于把CIM对应到其他信息模型如简单网络管理协议的方法。CIM体系结构基于UML，因此它是面向对象的。受控元素被表示为类（classes），而它们之间的关系被表示为关联（associations）。通过继承（Inheritance），可以把通用的基础元素特殊化为更特定的派生元素。
CIM Schema是一种概念上的架构，它定义了一组对象以及其间的关系，以它们作为IT环境中的受控元素的共同基础。CIM架构涵盖了现有IT环境中的大多数元素，例如：计算机系统，操作系统，网络，中间件，服务和存储。CIM架构定义了这些受控元素的共同基础。由于大多数受控元素具有产品特定的行为或者厂家特定的行为，CIM架构是可以扩展的。通过扩展，这些受控元素的制造者就可以让CIM架构定义的共同基础与他们自定义的特定功能的表述无缝连接。
CIM是大多数其他DMTF标准的基础，例如WBEM和SMASH。同时它也是存储管理标准（SMI-S）的基础。

## 实现
许多厂商以不同的方式提供了CIM的实现
一些操作系统提供了CIM的实现。例如微软Windows 2000及更高版本中的WMI API实现了CIM。类似的还有一些在Sourceforge上发布的GNU/Linux里的SBLIM项目。存储局域网工业业界已经深深涉足CIM和WBEM，他们使用的CIM叫做SMI-S，是由SNIA定义的。DMTF中的一些服务器厂商在SMASH动议项目中合作定义基于CIM的服务器管理。DMTF中的DASH动议项目试图定义基于CIM的桌面计算机管理。